# 1895 en Italie
Chronologie de l'Italie
- 1891
- 1892
- 1893
- 1894
- 1895
- 1896
- 1897
- 1898
- 1899

## Événements
- 13 janvier : le Parti socialiste italien, qui avait été dissous par Francesco Crispi, est reconstitué lors d’un congrès secret à Parme[1].

- 13-14 janvier : bataille de Coatit[2]. Débuts de la campagne d’Éthiopie des forces italiennes : après la dénonciation du traité d'Ucciali (1893), l’Italie envoie 30 000 hommes dirigés par Oreste Baratieri, qui progressent vers l’Adoua et jusqu’à l’Enda-Mohoni. Succès italiens à Coatit et à Senafé en janvier et à Adigrat qui est occupée le 3 mars[3].
- 21 avril : fondation du Parti républicain italien à Milan[4].

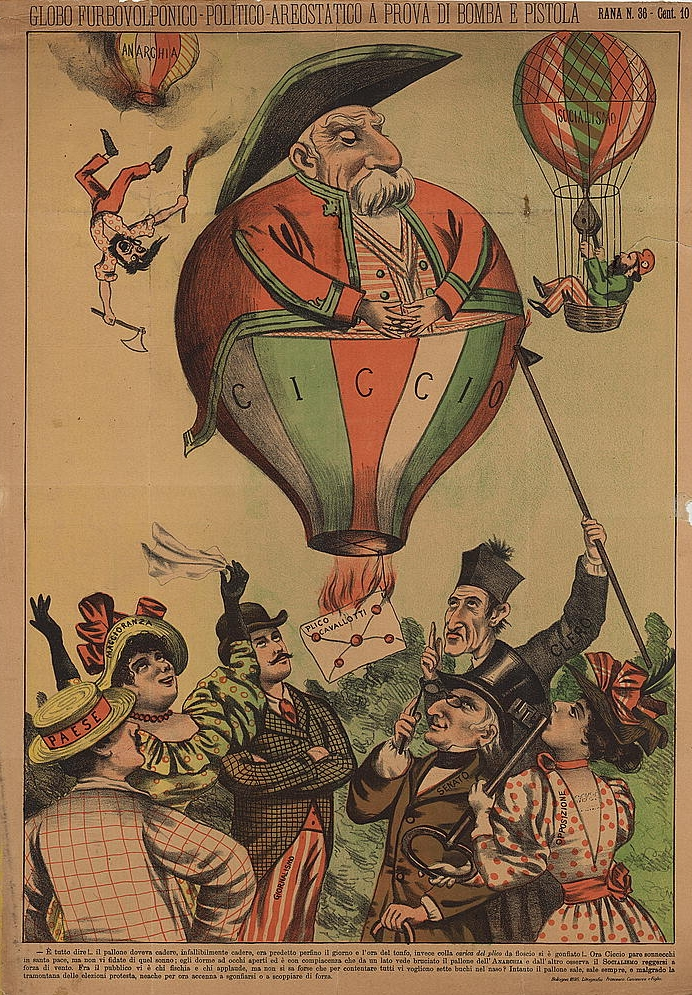
Caricature de Francesco Crispi qui plane dans les airs en brûlant l'enveloppe contenant les accusations portées contre lui. L'anarchie tombe et le socialisme est en difficulté. La majorité applaudi, le pays, le journalisme et le Sénat observent, l'opposition hue et le clergé tente en vain de percer le "globe".

- 8 mai : dissolution de la Chambre[5].
- 26 mai-2 juin et élections législatives[5]. Francesco Crispi remporte en apparence un succès considérable mais les électeurs envoient à la Chambre — qui ne validera pas les résultats — douze députés socialiste et trois des chefs les plus représentatifs des faisceaux siciliens[4].
- 10 juin : ouverture de la XIXe législature du royaume d'Italie[5].
- 7 décembre : les Italiens sont écrasés par les Éthiopiens à Amba-Alagui, puis chassés de Mekele le 21 janvier 1896[6].

## Culture
- 30 avril : première biennale d’art moderne à Venise[7].

### Opéras créés en 1895
- 25 mars : Silvano, opéra de Pietro Mascagni, créé à Milan.
- 28 mars :  Nozze istriane, opéra d'Antonio Smareglia , créé à Trieste.

## Naissances en 1895
- 24 janvier : Giuseppe Brotzu, pharmacologue, universitaire et homme politique, découvreur d'un antibiotique, la céphalosporine[8]. († 8 avril 1976)

## Décès en 1895
- 10 février : Francesco Podesti, 94 ans, peintre prolifique, spécialisé sur les sujets historiques et les portraits de nobles et de cardinaux. (° 21)    1895
- 6 mars : Francesco Filippini, 41 ans, peintre, connu pour ses paysages, considéré comme l'une des principales figures de l'impressionnisme italien. (° 18 septembre 1853)
- 18 mai : Lorenzo Gelati, 71 ans, peintre, proche des artistes du mouvement pictural des Macchiaioli. (° 26 janvier 1824)
- 12 septembre : Cristoforo Bonavino, 74 ans, écrivain, journaliste et philosophe, prêtre suspendu a divinis pour ses idées, ardent défenseur du rationalisme, fondateur du journal hebdomadaire La Ragione (La Raison). (° 27 février 1821)
- 6 novembre : Luigi Giuseppe Lasagna, 45 ans, prêtre salésien et évêque catholique, missionnaire en Uruguay et au Brésil. (° 4 mars 1850)
- 12 novembre : Carlo Brioschi, 69 ans, peintre et un scénographe, principalement actif en Autriche. (° 24 juin 1826)
- Novembre : Raffaele Mirate, 80 ans, chanteur lyrique (ténor). (° 3 septembre)